# Полтавский троллейбус
Полтавский троллейбус (укр. Полтавський тролейбус) — один из видов общественного транспорта города Полтава Полтавской области Украины. Троллейбус действует в Полтаве с 14 сентября 1962 года. Общая длина контактной сети — 72,6 км.

## Предпосылки
В Полтаве с 1913 года планировалось строительство трамвая. Предусматривалась прокладка трамвайной колеи между двумя вокзалов. Было выделено соответствующие финансирование для проектирования. Однако строительство не проводилось из-за Первой мировой войны и Гражданской войны. В 1922—1924 годах к «трамвайной идее» вернулись. Линию спроектировали и приступили к строительству. Для этого Губисполком на банковскую ссуду в 300 тысяч рублей золотом закупил первую партию рельсов — 350 штук. Затем решение о строительстве трамвая в Полтаве было отменено, и колею разобрали. В 1947 году указом № 305 Облисполком принял решение о строительстве троллейбуса на прежнем маршруте и выделили 70 тысяч рублей на проектирование.

## История
Первый полтавский троллейбус вышел на рейс 13 сентября 1962 года. Сооружение линии от Южного до Киевского вокзала велось интенсивными темпами. За 8 месяцев было освоено 2 млн рублей капиталовложений — по тем временам крайне большая сумма. Существовала негласная традиция отдавать провинциальным городам технику, уже бывшую в эксплуатации. Однако, благодаря усилиям полтавской власти, Полтаве досталось 8 новых ЗиУ-5. С 1963 года поступили троллейбусы Киев-5 и 16 штук Киев-6.
История полтавского троллейбуса:
- 1963. Построено 2 новые линии — к Стеклозаводу и от площади Зыгина к улице Гожулянской.
- 1966. Начато широкомасштабное строительство жилищного микрорайона Алмазный. В это же время вводится в эксплуатацию линия по улице Степного Фронта (тогда — Полевая улица).
- 1968. От улицы Гожулянской троллейбусную линию продлили к заводу ГРЛ.
- 1981—1987. Маршруты полтавских троллейбусов охватили Браилки, Институт связи, продлена линия за Стеклозаводом до поселка Рассошенцы.
- 1995. Построена троллейбусная линия до микрорайона Левада.
- 2000. Новая линия по улице Сенной разгрузила улицу Фрунзе от транспортной перегрузки.
- 2006. Полтавское троллейбусное депо реформировано в коммунальное предприятие «Полтаваэлектроавтотранс».
- 2011. Произведена закупка 10 троллейбусов «Богдан Т701.10»
- 2017—2020. Произведена закупка 45 троллейбусов «Богдан Т701.17», из них 40 по кредиту ЕБРР, 5 —  за деньги городского бюджета.

Ежедневно на улицы города выходит около 50 троллейбусов. Первая смена начинается в 5 утра, а вторая заканчивается почти в 11 вечера. В праздничные дни время движения троллейбусов по городу продляется. Всего на балансе КП «Полтаваэлектроавтотранс» около 80 машин. Большая часть — это машины производства Южного машиностроительного завода, первые из которых поступили в январе 1993 года. Из 13 последних ЮМЗ Т1, выпущенных с августа 1997 до января 1999 года, 11 ушли в Полтаву. С августа 1998 до сентября 2000 года Полтава получила 37 ЮМЗ Т2 из произведенных 56 машин этого типа в тот период. С сентября 2008 года эксплуатация троллейбусов ЗиУ-9 прекращена. На тот момент оставалось всего 5 машин этой модели на балансе, по состоянию на июль 2012 года все троллейбусы списаны. Полтава стала первым городом Украины, где без закрытия сети прекращена эксплуатация троллейбусов этой модели. Самый старый пассажирский троллейбус — ЮМЗ Т2П № 32 — 1993 г. в. (в нерабочем состоянии), самый старый ходовой ЮМЗ Т2П — № 34, также 1993 г. в. Самый новый (по состоянию на август 2020 года) — Богдан Т701.17 № 141 (прибыл в августе 2020 года). Работает и троллейбус техпомощи — КТГ-1 (1988 г. в.). Подвижной состав полтавского троллейбусного депо является одним из самых молодых на Украине. В период 1996—2000 годов было приобретено 57 троллейбусов. В 2006 году было «обрезано» 5 спаренных ЮМЗ Т1 в связи с нецелесообразностью их дальнейшей эксплуатации в прежнем состоянии, получившиеся машины получили неофициальное название ЮМЗ Т2П, в 2017—2019 годах «обрезано» еще 6 спаренных Т1. Эра сочлененных машин в Полтаве завершилась в апреле 2019 года, последняя «спарка», которая выезжала на маршруты, была под № 65. Нумерация шла с 001 до 300, а с 1990 года — заново с 001.
В 2010 году начались списания самых старых ЮМЗ Т1, партии 1993 года, некоторые из которых не работали уже по 10 лет. С 2011 года производится глубокий КВР троллейбусов ЮМЗ Т2, которые стояли около 5 лет. Всего было капитально отремонтировано 10 таких троллейбусов. Дальше депо проводило ремонты троллейбусов за деньги предприятия. В 2011 году город купил 10 современных, низкопольных троллейбусов Богдан Т701.10, тем самым подняв уровень электротранспорта в городе. Их поставили на самый востребованный маршрут — «кольцевой» №№ 5 и 15, уменьшив интервал на этих маршрутах до 10 минут. Дальше закупка троллейбусов состоялась в конце 2016 — начале 2017 годов, в количестве 5 машин «Богдан Т701.17», которые поставили на маршрут №12. В течение 2018—2020 годов, власти города активно поднимали вопрос о масштабной закупке троллейбусов, после полутора лет обсуждений в мае 2019 года, Европейский банк реконструкции и развития объявил тендер на 40 троллейбусов для города. Первая «кредитная» машина, которая получила № 133, заехала в депо 31 июля 2020 года. 28 августа 2021 года завершена поставка кредитных троллейбусов Богдан Т70117, параллельно запуску новых машин; большая часть старых троллейбусов ЮМЗ Т2 отстранена от эксплуатации.
В ноябре 2021 года стало известно о возвращении к планам троллейбуса на Огнивку. В ходе обсуждений вместе с киевскими специалистами, пришли к выводу, что гораздо рентабельнее строить линию, чем запустить троллейбусы на автономном ходу. К этой теме еще раз вернулись в начале 2022 года, когда должны были утвердить бюджет города и выделить деньги на разработку проекта самой линии.
Параллельно закупке троллейбусов, город утвердил новую маршрутную сеть, которая должна заработать после внедрения системы электронного билета. 10 февраля 2022 года в коммунальном транспорте города заработала бесконтактная система оплаты проезда. Оплата осуществляется с помощью банковской карты с чипом или телефоном с технологией NFC. Наличная оплата остается. Это первая часть системы, дальше планируется заменить кондукторов на контролеров, а вместо мобильных валидаторов установить стационарные на поручнях в салонах троллейбусов и выдать транспортные карты (льготные, обычные, для туристов).
Разработка проекта линии, поставка валидаторов и еще ряд транспортных вопросов встали на паузу из-за начала войны РФ против Украины.

## Маршруты
Маршруты на протяжении многих лет много раз изменялись. На данный момент машины работают на 9 маршрутах. Самый короткий маршрут — № 8 (19 км). Самый длинный — № 6 (33,8 км).
- Маршрут № 2: пос. Рассошенцы — Южный вокзал (по ул. Европейской, ул. Небесной Сотни).
- Маршрут № 3: завод ГРЛ — Стеклозавод (по ул. Маршала Бирюзова, Сенной и Европейской).
- Маршрут № 4: Южный вокзал — завод ГРЛ (по ул. Маршала Бирюзова, пл. Зыгина, Соборности , Небесной Сотни).
- Маршрут № 5: Кольцевой (внутреннее кольцо)
- Маршрут № 6: завод ГРЛ — Южный вокзал (по ул. Великотырновской, Ивана Мазепы, Европейской, Небесной Сотни).
- Маршрут № 7: пос. Рассошенцы — Институт связи (по ул. Ивана Мазепы, Великотырновской, Маршала Бирюзова).
- Маршрут № 12: Институт связи — м-н Левада (по ул. Зеньковской, ул. Соборности, ул. Небесной Сотни, просп. Мира).
- Маршрут № 15: Кольцевой (внешнее кольцо)
- Маршрут № 16: ул. Героев Украины — Киевский вокзал (по ул. Ивана Мазепы, Европейской, Сенной, Соборности, Зеньковской, Вокзальной)

Отмененные маршруты:
• Маршрут № 1: Киевский вокзал — Южный вокзал (ч/з Центр, по ул. Соборности и ул. Небесной Сотни) (временно не работает с 11 апреля 2022 года, выпуск перекинут на маршрут №4).
• Маршрут № 8: ул. Героев Сталинграда — Институт связи (по ул. Ивана Мазепы, ул. Сенной, ул. Соборности) (закрыт с 1 августа 2024 года, вместо него запущен маршрут №16)
- Маршрут № 9: мкр. Сады-1 — Южный вокзал (по ул. Великотырновской, ул. Маршала Бирюзова, ул. Соборности, ул. Небесной Сотни).
- Маршрут № 10: завод ГРЛ — Стеклозавод (по ул. Великотырнавской, ул. Ивана Мазепы, ул. Европейской) (не работал с лета 2008 года)
- Маршрут № 11: ул. Героев Сталинграда — Южный вокзал (по ул. Ивана Мазепы, Европейской, Сенной, Соборности, Небесной Сотни)
- Маршрут № 13: ул. Героев Сталинграда — м-н Левада (по ул. Ивана Мазепы, Европейской, Небесной Сотни, просп. Мира, Вавилова)
- Маршрут № 14: пос. Рассошенцы — Институт связи (по ул. Европейской, ч/з Центр, ул. Соборности, ул. Зеньковской) (не работал с лета 2008 года).

## Депо
- Единственное троллейбусное депо Полтавы находится по адресу ул. Троллейбусной, 10 в Киевском районе. Номера троллейбусных машин с 58 до 171 (по состоянию на август 2024).

## Подвижной состав
По состоянию на январь 2024 года пассажирский парк насчитывает 79 единиц, из которых 72 в рабочем состоянии, служебный парк насчитывает 2 единицы, еще 24 троллейбуса в ожидании исключения.
| Модель         | Фото | Количество | Количество | В эксплуатации с |  |
| Модель         | Фото | Всего      | Рабочие    | В эксплуатации с |  |
| -------------- | ---- | ---------- | ---------- | ---------------- |  |
| Богдан Т701.17 |      | 45         | 45         | 2016             |  |
| ЮМЗ-Т2         |      | 16         | 11         | 1994             |  |
| Богдан Т701.10 |      | 10         | 8          | 2011             |  |
| ЮМЗ Т2П (Т1Р)  |      | 6          | 6          | 2005             |  |
| ЮМЗ Т2 мод. 7  |      | 1          | 1          | 2008             |  |
| ЮМЗ Е-186      |      | 1          | 1          | 2006             |  |

Модели, выведенные из регулярной эксплуатации (в скобках даты эксплуатации на линии)   
- ЗиУ-5 (различные модификации) 1962—1985
- ЗиУ-682 (различные модификации) 1972—2009
- Киев-2
- Киев-4
- Киев-5 (5ЛА)
- Киев-6
- КТБ-1 1966—1971
- СВАРЗ-ТБЭС 1965—1970
- ТБЭС / К-3 1969—1970
- ЮМЗ Т1 1993—2019
- КТГ-1 19**—2024